# Pothos hookeri
Pothos hookeri är en kallaväxtart som beskrevs av Heinrich Wilhelm Schott. Pothos hookeri ingår i släktet Pothos och familjen kallaväxter. Inga underarter finns listade.